# VM-finalen
VM-finalen är en israelisk film från 1991 i regi av Eran Riklis.

## Rollista (i urval)
- Moshe Ivgy - Cohen
- Mohammed Bakri - Ziad
- Salim Dau - Mussa
- Bassam Zo'amat - Abu Eyash
- Yussuf Abu-Warda - George
- Suhel Haddad - Omar